# Loctudy
 Loctudy  (en bretón Loktudi) es una población y comuna francesa, situada en la región de Bretaña, departamento de Finisterre, en el distrito de Quimper y cantón de Guilvinec.

## Demografía
| 3238 | 3410 | 3544 | 3560 | 3622 |
| Para los censos de 1962 a 1999 la población legal corresponde a la población sin duplicidades (Fuente: INSEE [Consultar]) |      |      |      |      |